# 友浦漁港

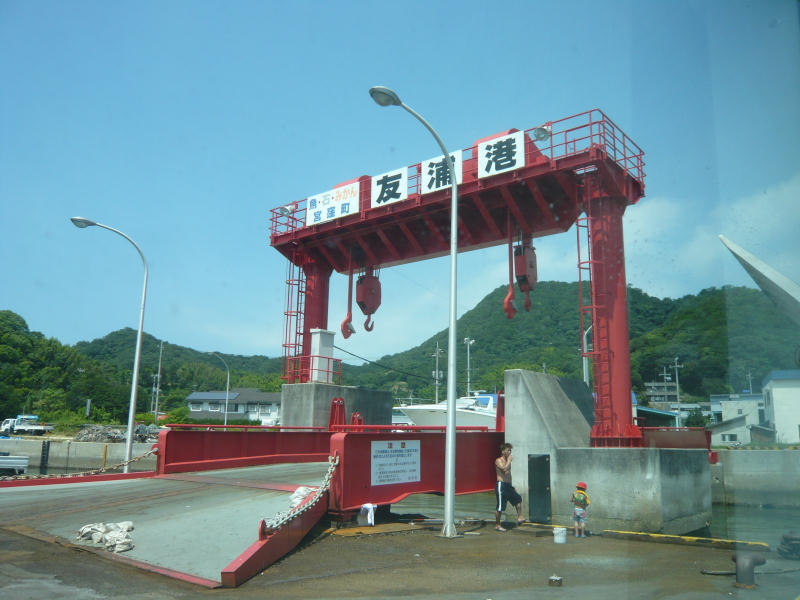
友浦漁港

友浦漁港（ともうらぎょこう）は、愛媛県今治市宮窪町友浦にある漁港。管理者は今治市。
芸予汽船の案内では「友浦」と表記されている。

## 航路
- 芸予汽船（快速船）
  - 今治港 - 友浦（大島） - 木浦（伯方島） - 岩城 - 佐島 - 弓削 - 生名 -土生港